# Syngrapha herschelensis
Syngrapha herschelensis là một loài bướm đêm trong họ Noctuidae.